# Народна опсерваторија
Народна опсерваторија у Београду је микроустанова Астрономског друштва Руђер Бошковић. Смештена је у Диздаревој (Деспотовој) кули на Калемегдану. Радови на њеној адаптацији су трајали од 1962. до 1964. године. Званично је почела са радом 20. децембра 1964. године. Око подизања и опремања Опсерваторије највише су се заузели наши познати популаризатори астрономије Перо Ђурковић, проф. др Радован Данић и Ненад Јанковић.
На тераси Народне опсерваторије налази се телескоп-рефрактор Цајс 110/2000, а по потреби се износи и на своје постоље поставља телескоп-рефлектор ТАЛ 200К (200/2000). Како је Деспотова кула историјски објекат Град Београд (преко Завода за заштиту споменика) није дозволио да се изнад телескопа постави астрономска купола. Народна опсерваторија има улогу градске и школске опсерваторије. На њој се врши практична обука чланова Друштва, који су положили теоријски део курса астрономије за почетнике. За грађане је отворена сваког петка и суботе током целе године и у било који дан у време актуелних небеских појава.
Тераса се налази на петом спрату Куле и зато представља једно од најбољих видиковских места у Београду.
Са подизањем Народне опсерваторије Астрономско друштво Руђер Бошковић је први пут добило своје просторије. У Кули се налазе канцеларије управника Опсерваторије, секретара Друштва, библиотека, интернет учионица са 50 места (у подземљу) и друге просторије.